# Bellver de Cerdaña
Bellver de Cerdaña (en catalán y oficialmente, Bellver de Cerdanya) es un municipio español de la provincia de Lérida, en la comunidad autónoma de Cataluña. Perteneciente a la comarca de la Baja Cerdaña, cuenta con una población de 2260 habitantes (INE 2024).
El término municipal, uno de los más extensos de la comarca, incluye un conglomerado de diferentes pueblos, masías aisladas y vecindarios diversos. Bellver es el principal núcleo de la subcomarca de la Batllia, situada al sudoeste de la Cerdaña, y que también incluye los municipios de Prulláns y Riu. Esta porción sureña de la comarca también es llamada por sus habitantes Pequeña Cerdaña. El municipio está vinculado geográfica e históricamente con Puigcerdá, capital de la comarca, con la Seo de Urgel y con Ripoll y Vich, más allá de la Collada de Tosas.

## Geografía
Integrado en la comarca catalana de Cerdanya, se sitúa a 160 kilómetros de la capital provincial. El término municipal está atravesado por la carretera nacional N-260 (Eje Pirenaico) y por una carretera local que conecta con los municipios girundenses de Maranges e Isòvol. 
El relieve del extenso municipio incluye las altas cumbres pirenaicas al norte, entre las que destacan Tossal de l'Amorriador (2298 metros) y La Carbassa (2737 metros),  el valle alto del río Segre, y la sierras prepirenaicas al sur (sierra del Cadí y sierra Moixeró), que hacen de límite con la provincia de Barcelona, donde se superan los 2500 metros de altitud (Comaboma; 2547 metros). La altitud oscila entre los 2809 metros en el extremo norte (Bony del Manyer) y los 970 metros a orillas del río Segre. El pueblo se alza a 1061 metros sobre el nivel del mar. 
| Noroeste: Lles de Cerdanya            | Norte: Maranges (Girona)    | Nordeste: Maranges (Girona) y Ger (Girona)                    |
| Oeste: Prullans y Montellà i Martinet |                             | Este: Isòvol (Girona), Prats i Sansor y Riu de Cerdanya       |
| Suroeste: Montellà i Martinet         | Sur: Gisclareny (Barcelona) | Sureste: Guardiola de Berguedà (Barcelona) y Bagà (Barcelona) |

## Toponimia
En el censo de 1841 el nombre del municipio habría aparecido como Bellvel, entre 1857 y 1950 como Bellver, entre 1960 y 1981 como Bellver de Cerdaña y a partir de este último año como Bellver de Cerdanya. En el Diccionario de topónimos españoles y sus gentilicios de Pancracio Celdrán figuran los dos últimos topónimos mencionados.

## Entidades de población
- Bellver de Cerdaña
- Baltarga
- Beders
- Bor
- Coborriu de Bellver
- Cortás
- Éller
- Nas
- Olià
- Orden
- Pedra
- Pi
- Riu de Santa María
- San Martí dels Castells
- Santa Eugènia de Nerellà
- Santa Magdalena de Talló
- Talló
- Talltendre
- Vilella

## Clima
En este municipio, en la zona norte, se encuentra el pueblo más frío de España, cuyo nombre es Talltendre, a una altitud similar a la de Ordèn - el pueblo de un poco más abajo -, rondando los 1700 m y con una precipitación de 942 mm y una media anual de temperatura de 5'2 °C.
En el pueblo de Bellver de Cerdaña:
-Mes más cálido(julio): 18'8 °C
-Mes más frío(enero): -0'6 °C
-Media anual: 9'1 °C
-Precipitación anual: 786 mm.
- Estas informaciones son exclusivamente del pueblo (1060 m), ya que al ascender hacia el norte también se asciende en altura y en precipitación, y las temperaturas bajan drásticamente al superar la barrera de los 1800 m.

## Demografía
| Gráfica de evolución demográfica de Talltendre entre 1842 y 1960 |
| |
| Población de derecho según los censos de población del INE Población de hecho según los censos de población del INEEn este censo se denominaba Talltendre y Orden: 1842 Entre el censo de 1970 y el anterior, este municipio desaparece porque se integra en el municipio 25051 (Bellver de Cerdaña) |

Cuenta con una población de 2260 habitantes (INE 2024).
| Gráfica de evolución demográfica de Bellver de Cerdaña entre 1842 y 2021 |
| |
| Población de derecho según los censos de población del INE Población de hecho según los censos de población del INEEn estos censos se denominaba Bellvel: 1842 En estos censos se denominaba Bellver: 1857, 1860, 1877, 1887, 1897, 1900, 1910, 1920, 1930, 1940 y 1950 En estos censos se denominaba Bellver de Cerdaña: 1960, 1970 y 1981 Entre el censo de 1970 y el anterior, crece el término del municipio porque incorpora a 25536 (Ellar), 25582 (Telltendre) Entre el censo de 1981 y el anterior, crece el término del municipio porque incorpora a 25187 (Riu) Entre el censo de 2001 y el anterior, disminuye el término del municipio porque independiza a 25913 (Riu de Cerdanya) |

## Lugares de interés

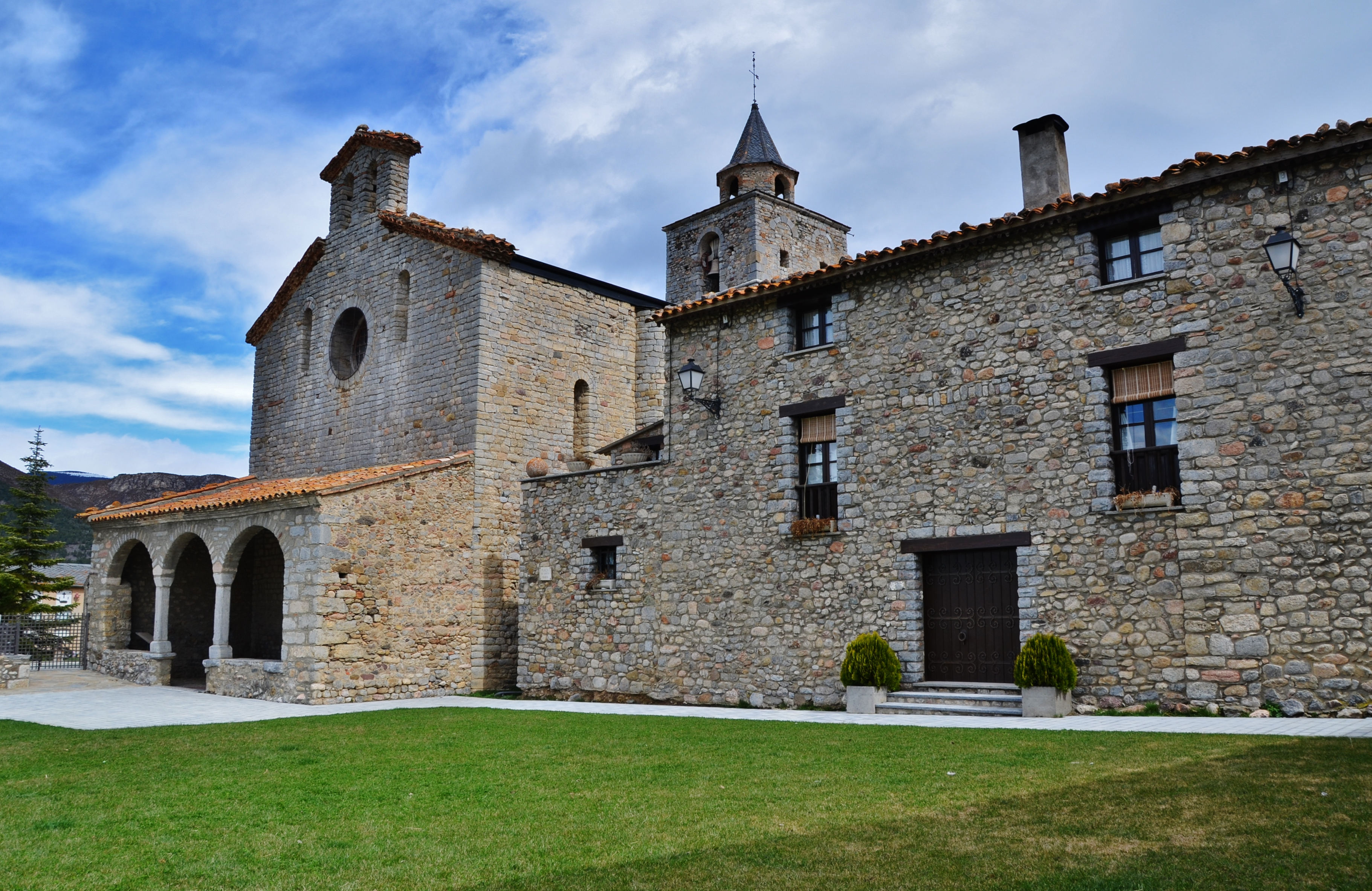
Iglesia de Santa María de Talló

En 1980, se incoó expediente para la declaración como monumento histórico-artístico de la iglesia románica de Bellver.
- Las murallas
- El barrio antiguo
- Iglesia de Santa María y San Jaime
- Iglesia de Santa María de Talló
- Iglesia de Sant Julià de Pedra
- Torre de la cárcel
- La torre de Cadell
- Iglesia de Santa Eugènia de Nerellà

## Prehistoria
Una de las primeras muestras de la presencia humana en este término corresponde a las pinturas rupestres prehistóricas del Abrigo de la Vall d´Ingla, descubiertas en agosto de 1983 por Jordi Comas y Joan Pallarès, miembros de la Federació Catalana de Espelelogia. Agrupadas en diversos paneless corresponden a formas abstractas (puntos, barras, máculas..), de carácter gestual, pertenecientes al conocido como Arte esquemático (6.500-3.500 años antes del presente), expresiones creenciales de los grupos neolíticos, presentes también en Cogul, Vall de la Coma (Albi), Aparets (Artesa de Segre), etc . Están declaradas Patrimonio Mundial por la UNESCO desde 1998, aunque tanto este santuario de la comarca de la Cerdaña como el 88,45 % de los que se reparten por los territorios de Lérida, carecen de algún tipo de protección, lo que representa un constante peligro para su salvaguarda.

## Historia
El pueblo fue fundado en 1225 por Nuño Sánchez, conde de Cerdaña y el Rosselló, sobre el pico (puig) Bello Vedere, junto al río Segre. El pueblo rápidamente creció con empuje, convirtiéndose en el principal centro de la subveguería del Baridá. En 1277, Jaime II ordenó levantar murallas en el enclave, punto de partida de la villa. Su ubicación era estratégica, en el limes entre el condado de Cerdaña y el condado de Urgell, al lado del Camino Real que unía la Seu y Puigcerdá y más allá el Pla de Lérida con el Rosselló y el Condado de Foix. De aquella época, perdura la iglesia gótica de Sant Jaume, patrón de la villa, la torre de la prisión del Portal y un barrio antiguo (siglo XVI-XVIII), destacando la plaza Mayor porticada y su entorno urbanístico. La bailía de B. y subveguería del Baridá quedaron bajo el dominio de la familia Torrelles, de los siglos XIV-XVIII. Tierra fronteriza, las batallas contra los franceses abundaron a lo largo de los siglos. Fue, a menudo, ocupada entre los S.XV-XVIII. La Cerdaña, como toda la Cataluña-Nord, era codiciada por los reyes de Francia, los Borbones y las incursiones fueron frecuentes. De esta época, subsiste la actual muralla: buen ejemplo de arquitectura militar francesa. Los planos de la muralla se encuentran en París.
También fueron reseñables los duelos entre nyerros y cadells, a lo largo del S.XVI y comienzos del XVII. El pueblo era cadell, y cerca de Beders aún puede verse una casa de pagès que lleva por nombre La Torre de Cadell. En 1665 estalló el polvorín del castillo, y la fortificación fue destruida.

## La brujita de la Cerdaña
Aldonça Rossa, natural del pueblo, fue una chica valiente y decidida, de comienzos del S.XVII. Desde temprana edad, su padre la enviaba a comprar y vender productos para traer algunas monedas a casa. En uno de estos recados, mientras se dirigía a Puigcerdà para vender una gallina y semillas (llavors) de cáñamo. A mitad del camino, se encontró con una misteriosa mujer, que se presentó como la Bruixa Juanga, quien le dijo que era capaz de hacer pociones, invocar a seres mágicos y maldecía a quien le daba problemas. Era maga y ofreció iniciar a Aldonza, quien aceptó encantada, pues estaba encandilada, al suponer dejar atrás su vida triste y humilde para convertirse en una poderosa bruja como Juanga. Sólo había una condición: tenía que renegar de Dios y apostatar del catolicismo y entregarse (presuntamente) al maligno. Una vez iniciada, regresó a Bellver sin haber pasado por el mercado y “casualmente” volvió a encontrarse con otra mujer misteriosa mujer, curandera que decía curar las paperas y con el aprendizaje adquirido en aquel viaje, empezó a ejercer de curandera en Bellver, y tuvo un gran éxito, hasta que un vecino la denunció a la Inquisición. Fue interrogada en el ayuntamiento, en la plaza Mayor y bajo tortura confesó ser bruja y dijo que sobrevolaba el estanque de Malniu en las noches con otras brujas y algún brujo. Fue obligada a desistir de ejercer como herbolaria, y a cambio salvó su vida, quedando al anonimato.